# Heiner Thomas
Heiner Thomas (* 12. Dezember 1958) ist ein ehemaliger Fußballspieler der DDR-Oberliga, der höchsten ostdeutschen Spielklasse. Er spielte für den 1. FC Magdeburg und den 1. FC Union Berlin und ist 19-facher Nachwuchs-Nationalspieler.

## Fußball-Laufbahn

### 1. FC Magdeburg
Nach seinen ersten Fußballjahren bei der BSG Aufbau in Hornhausen meldete sich Heiner Thomas mit 14 Jahren beim 1. FC Magdeburg an und durchlief zunächst die Jugendmannschaften bis zum Juniorenalter. Hier fiel er den Verantwortlichen für die DDR-Junioren-Nationalmannschaft auf, wurde in deren Kader aufgenommen und bestritt bis 1976 13 Länderspiele. Zur Saison 1978/79 wurde er als 19-Jähriger erstmals für die Oberligamannschaft des FCM als Stürmer gemeldet und hatte bereits am 5. Spieltag, dem 16. September 1978, im Punktspiel 1. FCM – Sachsenring Zwickau (5:0) seinen ersten Einsatz in der Oberliga. Er wurde in der 63. Minute für den Mittelfeldspieler Axel Tyll eingewechselt. Bis zum Ende der Spielzeit wurde er noch weitere vier Mal in der Oberliga eingesetzt. In der nächsten Saison kam Thomas auf acht Oberligaspiele, hatte aber gegen den Paradesturm Halata, Streich und Hoffmann keine Chance, sich zum Stammspieler zu entwickeln. Dies sah offensichtlich auch die Klubleitung so, denn von der Saison 1980/81 an wurde Thomas nur noch für die Nachwuchsmannschaft nominiert. Trotzdem erhielt er Einladungen für die DDR-Nachwuchsauswahl, mit der er sechs Länderspiele absolvierte. Sein letztes Oberligaspiel für den FCM bestritt er am 11. Dezember 1982 in der Begegnung Hansa Rostock – 1. FCM (3:2). Zum Saisonende 1982/83 verließ Thomas Magdeburg mit der Bilanz von 16 Oberligaspielen (1 Tor), fünf nationalen (1) und zwei Europapokalspielen (0).

### 1. FC Union Berlin
Mit Beginn der Fußballsaison 1983/84 wechselte Thomas zum Oberligakonkurrenten 1. FC Union Berlin. Dort stand der 1,79 m große Stürmer zwar bereits am ersten Spieltag in der Startelf, spielte aber nur 64 Minuten. In den folgenden drei Spieltagen war er nur Einwechselspieler, musste dann bis zum 21. Spieltag warten und wurde bis zum Ende der Saison ebenfalls nur eingewechselt. Hinzu kamen zwei Einsätze in den beiden Entscheidungsspielen um den Abstieg gegen Chemie Leipzig, bei denen Union mit 1:1 und 1:2 den Kürzeren zog. In der anschließenden Saison 1984/85 in der zweitklassigen DDR-Liga wurde Thomas nur zweimal eingesetzt.

### KWO Berlin und Motor Ludwigsfelde
Noch während der laufenden Saison wechselte Thomas 1985 zum drittklassigen Bezirksligisten KWO Berlin, um anschließend in der Spielzeit 1986/87 für den DDR-Ligisten Motor Ludwigsfelde zu spielen. Ein Jahr später wurde der 28-jährige Thomas für die 2. Mannschaft der Ludwigsfelder nominiert und tauchte danach nicht mehr im höherklassigen Fußball auf.